# Leuctra iliberis
Leuctra iliberis är en bäcksländeart som beskrevs av Sánchez-ortega och Alba-tercedor 1988. Leuctra iliberis ingår i släktet Leuctra och familjen smalbäcksländor. Inga underarter finns listade i Catalogue of Life.